# 대한민국의 육상
대한민국의 육상은 대한육상연맹이 대한민국의 육상 종목 행정을 총괄한다.

## 대회

### 폐지 대회
| 대회                                 | 주최         | 설립   | 폐지   | 비고 |
| ------------------------------------ | ------------ | ------ | ------ | ---- |
| 전조선중등이상학교인천경성간역전경주 | 조선일보     | 1925년 | 1925년 |      |
| 전조선중등학교육상경기대회           | 연희전문학교 | 1923년 | 1937년 |      |

## 참고 문헌
- 대한체육회 대회운영부 (2023년 9월 12일). 《2023년 종목별 전국규모 국내대회 개최현황》. 대한체육회.
- “스포츠지원포털 등록 현황”. 대한체육회.
- 《2019 체육백서》. 대한민국 문화체육관광부. 2021.
- 《2020 체육백서》. 대한민국 문화체육관광부. 2022.
- 《2021 체육백서》. 대한민국 문화체육관광부. 2023.
- 《2022 체육백서》. 대한민국 문화체육관광부. 2024.

## 같이 보기
- 대한육상연맹
- 대한민국의 장애인 육상